# Ascocalathium stipitatum
Ascocalathium stipitatum är en svampart som beskrevs av Eidam ex J. Schröt. 1893. Ascocalathium stipitatum ingår i släktet Ascocalathium och familjen Pyronemataceae.   Inga underarter finns listade i Catalogue of Life.